# تشارلز إدوين لونغ
تشارلز إدوين لونغ هو سياسي كندي، ولد في 21 أغسطس 1879، وتوفي في 4 أغسطس 1953. انتخب عضو مجلس العموم الكندي.